# Jérôme Charvet
Jérôme Charvet est un acteur dont la carrière cinématographique a commencé en 2011.

## Biographie
Jérôme Charvet est né à Paris. Son grand-père Raymond Carré, général Trois Étoiles en médecine militaire, a conçu l’entrainement des premiers spationautes français Jean-Loup Chrétien et Patrick Baudry. Son père Christian Charvet est sculpteur.
Il se forme au Lee Strasberg Theatre and Film Institute sous la tutelle de Paul Calderon et Irma Sandrey, deux membres de l’Actors Studio. Il est ensuite reçu au Stella Adler Studio of Acting, où il étudie avec le professeur Ron Burrus, ancien assistant de Stella Adler. À New York, il se produit sur les planches du Roy Arias Theatre et du Repertory Theatre.
Sa carrière cinématographique française débute en 2013 avec Amour et Turbulences, réalisé par Alexandre Castagnetti, aux côtés de Ludivine Sagnier et de Nicolas Bedos. La même année, il prête sa voix à la campagne Follow Me pour la marque Maje, où il incarne un jeune homme tourmenté entre trois Parisiennes. Il joue ensuite aux côtés de Jean Reno dans la série télévisée Jo, diffusée dans 140 pays. En 2014, il donne la réplique à Gérard Depardieu dans le film United Passions réalisé par Frédéric Auburtin, avec Tim Roth et Sam Neill. Le film relate l’histoire de la création de la FIFA et fait partie de la sélection officielle du Festival de Cannes.
En 2018, il incarne un ancien otage de guerre aidant Susan Sarandon à retrouver son fils prisonnier dans Viper Club, avec Matt Bomer et Edie Falco. Ce film de Maryam Keshavarz produit par YouTube Originals est sélectionné au Festival de Toronto, où Jérôme Charvet et l'ensemble du cast assistent à l'avant-première. 
En 2019, il joue l'un des rôles principaux de Trick, réalisé par Patrick Lussier, aux côtés de Omar Epps et Jamie Kennedy.
En 2021, il tourne dans la saison 2 de la série Hunters, produite par Amazon Studios avec Al Pacino, Logan Lerman et Josh Radnor. 

## Filmographie

### Cinéma

#### Longs métrages
- 2011 : Falling Overnight de Conrad Jackson
- 2013 : Amour et Turbulences d'Alexandre Castagnetti
- 2014 : United Passions de Frédéric Auburtin
- 2018 : Viper Club de Maryam Keshavarz
- 2019 : Trick de Patrick Lussier

#### Courts métrages
- 2005 : Teresa de Menguc Tanriseven
- 2011 : Sand de Sophie Sherman
- 2013 : La Vie de Rêve de David Tamayo
- 2018 : Too Close de Emily O'Brien

### Télévision
- 2013 : Jo de René Balcer
- 2021 : Newton's Cradle de Tamer Mohsen
- 2021 : Hunters de David Weil et Jordan Peele